# Paul Polte
Paul Polte (* 24. August 1905 in Dortmund; † 5. März 1985 ebenda) war ein deutscher Arbeiterdichter.

## Leben
Paul Polte wurde am 24. August 1905 in Dortmund als Sohn des Technikers bei den Vereinigten Stahlwerken Paul Polte senior (1879–1955) und seiner Ehefrau Ida Hennes († 1947) geboren. Er wuchs im proletarisch geprägten Dortmunder Norden auf. Nach der Schule war er zunächst Laufbursche bei einem Porzellangeschäft, bevor er das Alter erreicht hatte, um eine kaufmännische Lehre bei Mannesmann zu beginnen. Nach deren Abschluss arbeitet Polte zunächst in der Automobilbranche in Dortmund, später bei den Gasometerwerken Deutz in Münster und von 1928 bis 1930 in Chemnitz. 
In der Weltwirtschaftskrise wurde Paul Polte arbeitslos und begann erste Gedichte zu schreiben. Nach seiner Rückkehr nach Dortmund schloss sich Polte dem Hörder Vagabundenmaler Hans Tombrock an und ging mit ihm auf Wanderschaft. Ein kurzer Bericht über einen Verkehrsunfall, den er an den General-Anzeiger für Dortmund schickte, machte den Chefredakteur Jakob Stöcker auf Polte aufmerksam. In der Zeit von 1930 bis 1932 veröffentlichte er als freier Mitarbeiter regelmäßig Kurzgeschichten und Gedichte im Generalanzeiger. Er widmete sich nun ganz der Kunst. 1930 trat Polte in die Kommunistische Partei Deutschlands ein. 1931 gründet Paul Polte die Ortsgruppe Dortmund im Bund proletarisch-revolutionärer Schriftsteller, im selben Jahr gab er gemeinsam mit Hans Tombrock die erste Nummer der Zeitschrift Die Ruhrstadt heraus. Wegen einer Satire über Adolf Hitler in dieser Ausgabe, wurde ihm die Mitarbeit beim  Generalanzeiger gekündigt. 
Nach der Machtübernahme der Nationalsozialisten 1933 wurde Polte von der Gestapo verhaftet und in der Steinwache inhaftiert. Im Mai 1936 wurde er aufgrund einer Amnestie für Gesinnungstäter freigelassen. Es folgten Hausdurchsuchungen und eine weitere Verhaftung. Um diesen Schikanen zu entgehen, verließ Polte Dortmund und arbeitete wieder in seinem Beruf unter anderem in Kirn, Düsseldorf und seit 1942 in Essen. Als Mitarbeiter einer kriegswichtigen Großhandlung für Kraftfahrzeugzubehör entging er dem Wehrdienst.
Nach dem Krieg zog er nach Horn und kehrte 1951 nach Dortmund zurück. Dort war er bis 1970 als selbständiger Werkzeug- und Maschinenhändler für Kraftfahrzeugteile tätig. Paul Polte war mit Else Kubbe (1915–1989) verheiratet und hatte mit dieser zwei Töchter und einen Sohn. Er starb am 5. März 1985 im Alter von 79 Jahren in Dortmund.

### Sonstiges
Sein Teilnachlass befindet sich im Fritz-Hüser-Institut für Literatur und Kultur der Arbeitswelt in Dortmund.

## Werk
Erste schriftstellerische Tätigkeiten Poltes gehen auf Liebesgedichte zurück, die er als Jugendlicher veröffentlichte. Ende der 1920er Jahre verfasste er Gedichte, die im Stil an Erich Kästner und Kurt Tucholsky erinnern. Durch seine Kontakte zur Sozialistischen Arbeiter-Jugend war Polte früh politisiert und erahnte schon in dieser Zeit die Gefahr eines neuen Kriegs. Er veröffentlichte antimilitaristische und antifaschistische Gedichte und Kurzgeschichten unter anderem im Münchener Simplicissimus, im Leipziger Kulturwillen und der Zeitschrift Vagabund; die meisten Veröffentlichungen erfolgten aber im Dortmunder Generalanzeiger. 
Unter dem Pseudonym Peter Polter hielt er Lesungen seiner Werke mit Bruno Gluchowski und Erich Grisar im Café Wien in Dortmund. Gemeinsam mit dem Grafiker und Drucker Bernhard Temming veröffentlichte er die Grafikreihe „Proletarische Dichter und Zeichner des Ruhrgebiets“. 1932 gründete Polte das politische Kabarett Gruppe Henkelmann. Während der nationalsozialistischen Diktatur erhielt er Schreibverbot, dennoch gelangten einige Gedichte zu Freunden. Im Schweizer Exil veröffentlichte Hans Tombrock Poltes Gedicht „Grüne Minna“, die Sammlung „Aus früheren Tagen“ erscheint in einer Freundesauflage von 150 Exemplaren. 
Nach dem Krieg widmet sich Polte 1946 der Mitarbeit in der Gesellschaft „Aufbau“ und in der „Vereinigung Kunst und Volk im Ruhrgebiet“. 1961 gehört er zu den Gründungsmitgliedern der Gruppe 61. Bis 1969 arbeitet er häufig mit Bernhard Temming zusammen und veröffentlicht die „Tendenz-Drucke“, die an die 1930 erschienenen Blätter proletarischer Dichter und Zeichner anknüpften. Nach Differenzen innerhalb der Gruppe 61 verließ Polte diese und gründete 1970 mit anderen Autoren die Werkstatt Dortmund im Werkkreis Literatur der Arbeitswelt. 1977 erschien das Buch „Unverbesserlich“, eine Sammlung seiner Werke von 1923 bis 1977.